# (37269) 2000 XO24
2000 XO24 (asteroide 37269) é um asteroide da cintura principal. Possui uma excentricidade de 0.05208840 e uma inclinação de 16.36607º.
Este asteroide foi descoberto no dia 4 de dezembro de 2000 por LINEAR em Socorro.